# Минц, Дэн
Дэниэл Александр Минц (англ. Daniel Alexander Mintz; род. 1 апреля 1981, Анкоридж, Аляска, США) —  американский комедийный актёр, актёр озвучивания и сценарист. Его голосом говорит Тина Белчер, персонаж анимационного фильма «Закусочная Боба». Как стендап-комик известен невозмутимым выражением лица; не отрывая глаз, всегда смотрит вперёд и никогда не смотрит прямо в камеру или на аудиторию.

## Биография
Дэн Минц родился в Анкоридже 1 апреля 1981 года. Дэн начал свою стэнд-ап карьеру в Бостоне  . Как сценарист дебютировал  на кабельном канале Comedy Central телевизионном шоу «Crank Yankers», затем работал в вечерней телевизионной передаче «Последний звонок с Карсоном Дейли». После писал сценарии для телевизионных комедийных шоу — «Шоу Энди Милонакиса», «Гигантский человек», «Счастливчик Луи», «Важные вещи с Деметри Мартином», «Джон Бенджамин Хас э Ван», «Представляем время Ника Свордсона», «Натан для вас».
15 мая 2007 года Дэн Минц дебютировал как актёр в телевизионном шоу «Поздний вечер с Конаном О’Брайеном». Его выступление в жанре стендап-комеди вошло в комедийный сборник на CD диске «Comedy Death-Ray». 28 марта 2008 года он выступил в эфире телевизионной передачи «Comedy Central представляет». В феврале 2013 года выступил в жанре стендап-комеди в «Позднем шоу с Дэвидом Леттерманом». Записал альбом «Незнакомец» со своими выступлениями на студии «Comedy Works» в Денвере в июле 2013 года. Альбом был выпущен в 2014 году студией «Comedy Central Records».
В настоящее время проживает в Лос-Анджелесе, штат Калифорния и пишет сценарии для анимационного фильма «Потрясающие», телевизионных комедийных сериалов «Натан для вас» и «Мюлэни»; в последнем также участвовал в качестве приглашённой звезды. Он написал сценарий серии анимационного сериала «Закусочная Боба» под названием «Equestranauts», премьера которой состоялась 13 апреля 2014 года.

### Личная жизнь
29 мая 2011 года Дэниэл Александр Минц женился на комедийной актрисе Марджи Кмент. В настоящее время у них двое детей — сын Сэм и дочь Анна.

## Фильмография
| Дата                 | Название          | Участие                           | Примечания       |
| -------------------- | ----------------- | --------------------------------- | ---------------- |
| 2011–настоящее время | Закусочная Боба   | озвучивание персонажа Тина Берчер |                  |
| 2013                 | Время приключений | озвучивание голоса за кадром      | 3 серии          |
| 2014                 | «Мюлэни»          | приглашённая звезда               | серия «Хэллоуин» |